# もったいない学会
特定非営利活動法人もったいない学会（もったいないがっかい、英文名称：The MOTTAINAI Society）は、“石油ピーク”を啓蒙、石油を大切に使う方策を検討し、脱浪費社会・心豊かな社会をめざし、東京大学名誉教授で元国立環境研究所長の石井吉徳が2006年に設立し、2007年に特定非営利活動法人（NPO法人）となった団体。生活の無駄をなくすことが「もったいない」の精神であり、ものを大切にする心をよび覚ますことが必要ということを学会は訴えている。
主たる事務所を東京都杉並区和田3-30-22に置いている。

## 主な事業
石油ピーク・石油ピーク後の社会についての情報提供、教育・啓発、左記の諸活動を行う団体の支援など

## 主な活動
- 社会教育の推進、環境の保全、左記の活動を行う団体の運営又は活動に関する連絡、助言又は援助の活動など[1]
- シンポジウム・サロン開催、WEB学会誌の発行[2]、NHK「ゆうどきネットワーク」への協力など[3]